# Cheilanthes austrotenuiflora
Cheilanthes austrotenuiflora là một loài dương xỉ trong họ Pteridaceae. Loài này được H.M. Quirk & T.C. Chambers mô tả khoa học đầu tiên.
Danh pháp khoa học của loài này chưa được làm sáng tỏ. 